# Kaupitherium
Kaupitherium (лат.) — род вымерших морских растительноядных млекопитающих из семейства дюгоневых. Их ископаемые остатки принадлежат к олигоцену (33,9—28,1 млн лет назад). Они найдены на территории Европы (Германия). 

## Классификация
По данным сайта Paleobiology Database, на май 2023 года в род включают 2 вымерших вида:
- Kaupitherium bronni (Krauss, 1858)
- Kaupitherium gruelli Voss, 2017